# Eyes (You Never Really Cared)
Az Eyes (You Never Really Cared) című dal az amerikai Gwen Guthrie 1992-ben megjelent kislemeze, mely az angol kislemezlista 95. helyéig jutott.
A dal albumra nem került fel.

## Megjelenések
12"  MTN 1001
- Eyes (You Never Really Cared) (Extended Mix) 5:45
- Eyes (You Never Really Cared) (Instrumental)	5:20
- Mo' Rent (The Money's Spent) (Nuh Gold Nuh Roll Mix) 6:00
- Mo' Rent (The Money's Spent) (First World Mix) 4:30

## Slágerlista
| 1992 | Eyes (You Never Really Cared) | - | - | 95 |